# Elatostema longipedunculatum
Elatostema longipedunculatum är en nässelväxtart som beskrevs av Adolph Daniel Edward Elmer. Elatostema longipedunculatum ingår i släktet Elatostema och familjen nässelväxter. Inga underarter finns listade i Catalogue of Life.